# هايماركت (فيرجينيا)
هايماركت (بالإنجليزية: Haymarket, Virginia)‏ هي بلدة أمريكية تقع في الولايات المتحدة في مقاطعة برينس ويليام (فيرجينيا). يقدر عدد سكانها بـ 1,782 نسمة ومساحتها 1.3 كم2 وترتفع عن سطح البحر 112 متر.

## التركيبة السكانية
حدّد مكتب تعداد الولايات المتحدة بيانات التركيبة السكانية لهايماركت في تعداد الولايات المتحدة. في ما يلي، التركيبة السكانية حسب تعدادي 2000 و2010.

### تعداد عام 2000
بلغ عدد سكان هايماركت 879 نسمة بحسب تعداد عام 2000، وبلغ عدد الأسر 321 أسرة وعدد العائلات 235 عائلة مقيمة في البلدة. في حين سجلت الكثافة السكانية 589.9 نسمة لكل كيلومتر مربع (1,527.8/ميل2). وبلغ عدد الوحدات السكنية 337 وحدة بمتوسط كثافة قدره 226.2 لكل كيلومتر مربع (585.9/ميل2).
وتوزع التركيب العرقي للبلدة بنسبة 92.04% من البيض و5.35% من الأمريكيين الأفارقة و0.80% من الأمريكيين ذوي الأصول الآسيوية و0.68% من الأعراق الأخرى و1.14% من عرقين مختلطين أو أكثر و2.73% من الهسبانيون أو اللاتينيون من أي عرق.
بلغ عدد الأسر 321 أسرة كانت نسبة 45.8% منها لديها أطفال تحت سن الثامنة عشر تعيش معهم، وبلغت نسبة الأزواج القاطنين مع بعضهم البعض 63.9% من أصل المجموع الكلي للأسر، ونسبة 7.8% من الأسر كان لديها معيلات من الإناث دون وجود شريك،  بينما كانت نسبة 1.6% من الأسر لديها معيلون من الذكور دون وجود شريكة وكانت نسبة 26.8% من غير العائلات. تألفت نسبة 19.9% من أصل جميع الأسر من عدة أفراد يعيشون في نفس المنزل ونسبة 2.2% كانت تتألف من شخص يعيش بمفرده يبلغ من العمر 65 عاماً أو أكثر. وبلغ متوسط حجم الأسرة المعيشية 2.74، أما متوسط حجم العائلات فبلغ 3.21.
بلغ العمر الوسطي للسكان 32.5 عاماً. وكانت نسبة 30.1% من القاطنين تحت سن الثامنة عشر، وكانت نسبة 5.9% بين الثامنة عشر والرابعة والعشرين عاماً، ونسبة 42.3% كانت واقعةً في الفئة العمرية ما بين الخامسة والعشرين والرابعة والأربعين عاماً، ونسبة 18% كانت ما بين الخامسة والأربعين والرابعة والستين، ونسبة 3.6% كانت ضمن فئة الخامسة والستين عاماً فما فوق. يوجد لكل 100 أنثى 110.8 ذكر، ويوجد لكل 100 أنثى في الثامنة عشر من عمرها فما فوق 106.0 ذكر.
بلغ متوسط دخل الأسرة في البلدة 70,833 دولارًا، أما متوسط دخل العائلة فبلغ 76,197 دولارًا. وكان متوسط دخل الذكور 51,576 دولارًا مقابل 32,917 دولارًا للإناث. وسجل دخل الفرد الخاص بالبلدة 26,503 دولارًا. وكانت نسبة 1.7% من العائلات ونسبة 4.3% من السكان تحت خط الفقر، وكان من هؤلاء نسبة 5.5% تحت سن الثامنة عشر ونسبة 6.1% في الخامسة والستين من العمر وما فوق.

### تعداد عام 2010
بلغ عدد سكان هايماركت 1,782 نسمة بحسب تعداد عام 2010، وبلغ عدد الأسر 585 أسرة وعدد العائلات 460 عائلة مقيمة في البلدة. في حين سجلت الكثافة السكانية 1,196 نسمة لكل كيلومتر مربع (3,097.6/ميل2). وبلغ عدد الوحدات السكنية 621 وحدة بمتوسط كثافة قدره 416.8 لكل كيلومتر مربع (1,079.5/ميل2).
وتوزع التركيب العرقي للبلدة بنسبة 73.34% من البيض و8.14% من الأمريكيين الأفارقة و0.51% من الأمريكيين الأصليين و10.10% من الأمريكيين ذوي الأصول الآسيوية و0.06% من سكان جزر المحيط الهادئ و3.14% من الأعراق الأخرى و4.71% من عرقين مختلطين أو أكثر و9.71% من الهسبانيون أو اللاتينيون من أي عرق.
بلغ عدد الأسر 585 أسرة كانت نسبة 52% منها لديها أطفال تحت سن الثامنة عشر تعيش معهم، وبلغت نسبة الأزواج القاطنين مع بعضهم البعض 64.3% من أصل المجموع الكلي للأسر، ونسبة 9.7% من الأسر كان لديها معيلات من الإناث دون وجود شريك،  بينما كانت نسبة 4.6% من الأسر لديها معيلون من الذكور دون وجود شريكة وكانت نسبة 21.4% من غير العائلات. تألفت نسبة 15.2% من أصل جميع الأسر من عدة أفراد يعيشون في نفس المنزل ونسبة 1.7% كانت تتألف من شخص يعيش بمفرده يبلغ من العمر 65 عاماً أو أكثر. وبلغ متوسط حجم الأسرة المعيشية 3.05، أما متوسط حجم العائلات فبلغ 3.39.
بلغ العمر الوسطي للسكان 32.2 عاماً. وكانت نسبة 31.8% من القاطنين تحت سن الثامنة عشر، وكانت نسبة 6.5% بين الثامنة عشر والرابعة والعشرين عاماً، ونسبة 37% كانت واقعةً في الفئة العمرية ما بين الخامسة والعشرين والرابعة والأربعين عاماً، ونسبة 20.3% كانت ما بين الخامسة والأربعين والرابعة والستين، ونسبة 4.4% كانت ضمن فئة الخامسة والستين عاماً فما فوق. وتوزع التركيب الجنسي للسكان بنسبة 49.3% ذكور و50.7% إناث.

## أعلام
- إدموند بروك الكسندر
- جورج ر. لاثام